# Maison Márer
La Maison Márer (en hongrois : Márer-ház) est un édifice situé à Szeged.